# 百済王武鏡
百済王 武鏡（くだらのこにきし ぶきょう）は、奈良時代の貴族。官位は正五位下・周防守。

## 経歴
天平宝字8年（764年）藤原仲麻呂の乱終結後に、従六位上から三階昇進して従五位下に叙爵する。神護景雲元年（767年）但馬介に任ぜられる。
光仁朝では、宝亀2年（771年）主計頭、宝亀5年（774年）出羽守を歴任し、宝亀7年（776年）従五位上に叙せられる。
桓武朝に入ると、天応2年（782年）大膳亮に任ぜられて京官に復し、延暦2年（783年）正五位下に昇進する。延暦3年（784年）周防守として再び地方官に転じた。

## 官歴
『続日本紀』による。
- 時期不詳：従六位上
- 天平宝字8年（764年） 10月8日：従五位下
- 神護景雲元年（767年） 8月29：但馬介
- 宝亀2年（771年） 7月23日：主計頭
- 宝亀5年（774年） 3月5日：出羽守
- 宝亀7年（776年） 正月7日：従五位上
- 天応2年（782年） 2月7日：大膳亮
- 延暦2年（783年） 10月16日：正五位下
- 延暦3年（784年） 3月14日：周防守